# Ictidomys
Ictidomys — рід мишоподібних гризунів з родини вивіркових. Рід Ictidomys поширений у трав'янистих степах центральної та західної Північної Америки від південної Канади до Мексики.

## Морфологічна характеристика
Довжина голови й тулуба 265–313 мм, довжина хвоста 80–150 мм, довжина вух 6–12 мм, довжина задньої лапи 35–46 мм. Хвіст пухнастий і з бахромою зі світлим волоссям на кінці. Рід має яскраве забарвлення зі смугами та плямами на шерсті спини, тому його легко відрізнити від інших. Забарвлення спини від пісочно- до світло-коричневого, і у всіх трьох видів є чітко контрастні кремово-білі смуги та ряди плям, що йдуть від вуха по спині. Ці смуги обрамлені темнішими лініями, боки тварин забарвлені від пісочного до сірого кольору. Волосяний покрив зазвичай короткий і гладкий.

## Спосіб життя
Вони всеїдні й харчуються переважно комахами і личинками комах, насінням, листям і травами.

## Загрози й охорона
Міжнародний союз охорони природи та природних ресурсів (МСОП) вважає види Ictidomys такими, що викликають «найменше занепокоєння» (LC) через їхні порівняно великі ареали й чисельності.

## Види

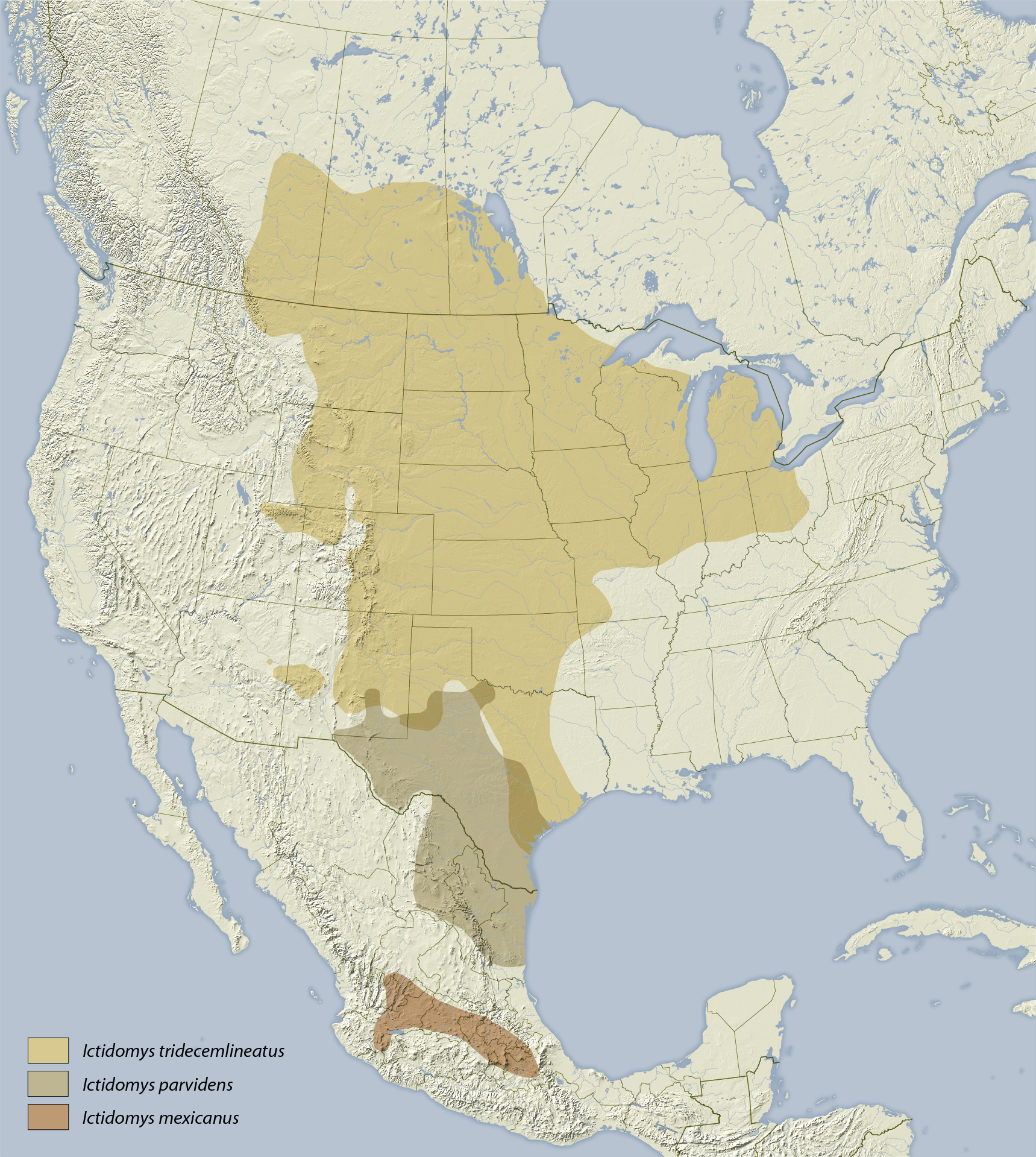

## Види[3]
1. Ictidomys mexicanus
2. Ictidomys parvidens
3. Ictidomys tridecemlineatus